# Hotel Esperance
L’Hôtel Espérance è un albergo storico situato nel centro di Bruxelles, in Belgio. Costruito nel 1930 in stile Art Déco, rappresenta uno degli ultimi esempi di architettura alberghiera di quell'epoca nella capitale belga. Oltre alle camere, l'hotel è noto per la sua taverna, che conserva intatti gli elementi decorativi originali degli anni Trenta.

## Storia
L'Hôtel Espérance è stato progettato nel 1930 dall'architetto Léon Govaerts, figura di spicco dell'architettura Art Déco belga. La struttura è stata concepita come una "maison de rapport", ovvero un edificio con spazi residenziali e commerciali.
La taverna Espérance, situata al piano terra, è rimasta quasi completamente intatta dal momento della sua costruzione. Gli interni presentano arredi in legno pregiato, vetri colorati e motivi tipici dell'Art Déco.

## Architettura
L'edificio è un esempio rappresentativo dello stile Art Déco bruxellese, caratterizzato da:
- Facciata in mattoni e pietra con decorazioni geometriche[3].
- Vetrate colorate e dettagli in ferro battuto[1].
- Interni originali con mobili in legno scuro e illuminazione d’epoca[2].
- Taverna con bancone e sedute anni Trenta, rimasta invariata nel tempo[1].

L’Hôtel Espérance è oggi uno dei pochi alberghi a Bruxelles che mantiene fedelmente l’atmosfera degli anni ’30, attirando ospiti interessati non solo al comfort, ma anche alla storia e al design dell’epoca.

## Restaurazione
Nel corso degli anni, l'edificio ha subito interventi di restauro conservativo, con particolare attenzione alla preservazione dei dettagli originali. Tra gli interventi principali vi è stata la pulizia e il ripristino delle vetrate, il restauro dei pavimenti e delle boiserie della taverna, oltre a interventi di manutenzione sulle facciate.